# 林賴三郎

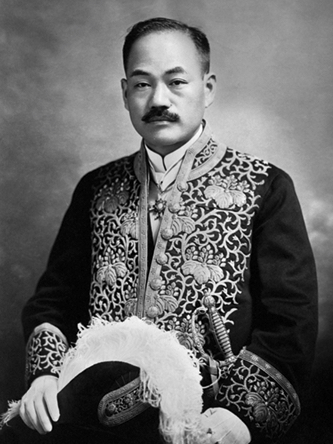
林賴三郎

林頼三郎（日語：はやし らいざぶろう，1878年9月6日—1958年5月7日），原名三輪賴三郎，為日本刑法學者、政治家、教育家，曾任檢事總長、大審院院長以及司法大臣。榮譽為正二位勲一等法學博士。因將思想犯保護觀察法與預防性拘留加入治安維持法而為人所識。

## 生平

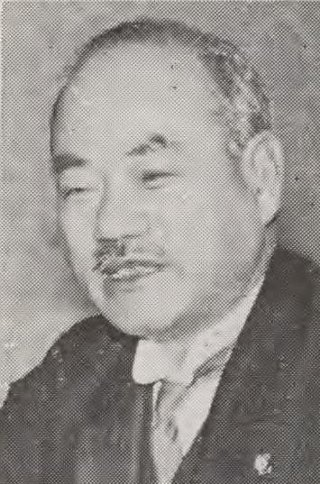
約1937年的林賴三郎

1878年，賴三郎生於埼玉縣埼玉郡成田町（現行田市），父親是一名忍藩御典醫。其後父親生意失敗，因此生活變得十分貧窮。於就讀忍高等小學校間，父親病危，為了幫補家計，賴三郎於途中成為北埼玉郡役所的雜工。16歲時，他成為北埼玉郡郡長林有章的養子。同年升讀東京法學院（中央大学前身），畢業後進得學位法學博士，並進入法律界。
初時他為思想檢事派，並且加入法曹會。1919年，在三一運動爆發後，林賴三郎向平沼騏一郎所提交的調査報告當中，提出「將準備犯罪者隔離於社會外」。於升任司法次官（1925年）期間，曾協助制定及立法治安維持法，並直接導致京都學連事件發生。之後歷任檢事總長及大審院院長，1937年初次入閣，成為廣田內閣的司法大臣。
1941年協助修改治安維持法，協助內閣加入思想犯保護觀察法以及預防性拘留，令治安維持法進一步變得嚴苛。1945年出任樞密顧問官。兩年後接受公職追放。
另一方面，他同時致力於教育事業，於1929年協助米田吉盛創立舊制横濱専門學校（現神奈川大學），並擔任初代校長。於1938年，出任母校中央大學學長。於接受公職追放後，林賴三郎更加專注於教育事務上，歷任私立學校振興會長、中央教育審議會委員，1952年再次出任中央大學理事長。後人為了彰顥其對教育的熱誠，於其家鄉建造一個碑而供紀念。
1958年，獲選為初代行田市名譽市民，同年5月病逝，享年七十九歲，同日獲追封為正二位。

## 親戚
林賴三郎與太太並沒有任何子女。而賴三郎有一名遠房親戚，是著名男藝人、同是中央大學畢業的丹波哲郎。